# Sanningen om Jesse James
Sanningen om Jesse James (engelska: The True Story of Jesse James) är en amerikansk western-dramafilm från 1957 i regi av Nicholas Ray. Filmen är en baserad på Henry Kings film Utanför lagen från 1939, som var löst baserad på Jesse James liv.

## Rollista i urval
- Robert Wagner – Jesse James
- Jeffrey Hunter – Frank James
- Hope Lange – Zerelda "Zee" James, Jesses hustru
- Agnes Moorehead – Zerelda Cole James, bröderna James mor
- Alan Hale, Jr. – Cole Younger
- John Carradine – pastor Jethro Bailey
- Biff Elliot – Jim Younger
- Frank Gorshin – Charley Ford
- Carl Thayler – Robby Ford
- Adam Marshall – Dick Liddell
- Anthony Ray – Bob Younger
- Louis Zito – Clell Miller
- Paul Wexler – Jayhawker
- Clegg Hoyt – Tucker
- Frank Overton – major Rufus Cobb
- John Doucette – sheriff Hillstrom